# Quatermass (album)
Quatermass è un album in studio del gruppo musicale britannico Quatermass, pubblicato nel 1970 dalla Harvest.

## Brani
All'introduzione strumentale di Entropy segue Black Sheep of the Family, con sonorità dure ed energiche. Il clavicembalo dà a Good Lord Knows sonorità barocche; chiude il lato A Up on the Ground, in cui Robinson fa risaltare il proprio virtuosismo alle tastiere, fondendo gli stili che saranno di Keith Emerson e di Rick Wakeman. Il lato B si apre con un brano hard rock, Gemini, a cui segue la complessità armonica dei successivi due pezzi, Make Up Your Mind e Laughin' Tackle, quest'ultima con venature jazz e che sfocia nel reprise di Entropy quale sigillo dell'album. La riedizione in CD del 1990 offre anche due bonustrack, One Blind Mice e Punting.

## Copertina
La copertina dell'LP raffigura degli pterosauri in volo tra le facciate di due grattacieli.

## Tracce
Lato A
1. Entropy – 1:12 (Robinson)
2. Black Sheep of the Family – 3:32 (Hammond)
3. Post War, Saturday Echo – 9:40 (Robinson - Gustafson - Ross)
4. Good Lord Knows – 2:50 (Gustafson)
5. Up on the Ground – 7:04 (Gustafson)

Lato B
1. Gemini – 5:53 (Hammond)
2. Make Up Your Mind – 8:42 (Hammond)
3. Launghin' Tackle – 10:34 (Robinson)
4. Entropy (Reprise) – 0:36 (Robinson)

## Formazione
- John Gustafson - basso, voce
- Peter Robinson - tastiera
- Mick Underwood - batteria